# 15132 Steigmeyer
15132 Steigmeyer è un asteroide della fascia principale. Scoperto nel 2000, presenta un'orbita caratterizzata da un semiasse maggiore pari a 2,3769420 UA e da un'eccentricità di 0,1000984, inclinata di 6,39078° rispetto all'eclittica.